# Kilforsen

Kilforsen, nordväst om Näsåker i nuvarande Sollefteå kommun, var en ort som bildades i samband med byggandet av Kilforsens kraftverk. Det fanns ett antal villor, affär, bibliotek, post och sjukstuga. Numera har nästan alla bostadshusen rivits eller flyttats, och det är svårt att se några större spår av vad som under 1950-talet var en tätort. Endast ett hus finns kvar i Kilforsen. I den före detta tätorten bodde 1 000–1 500 personer.
Kilforsen var en av de forsar i Fjällsjöälven som torrlades när Kilforsens kraftstation byggdes. Man leder om älvens vatten från Imnäs i en 2 km lång kanal och en 3,5 km lång tunnel till en sjö, där kraftstationen byggdes. I stationen faller vattnet 99 m ner i turbinerna och sedan leds vatten i en 2,5 km lång tunnel till Ångermanälven. Kraftstationen byggdes därmed mitt ute i skogen där det från början inte fanns något vatten alls.